# Persone di nome Giovanni/Giornalisti
| Questa pagina contiene informazioni ricavate automaticamente dalle voci biografiche con l'ausilio del template Bio e di un bot. L'aggiornamento è periodico e automatico e ricostruisce completamente la pagina. Se manca una persona in questa lista, sei pregato di non aggiungerla, ma accertati piuttosto che la sua voce biografica contenga il template Bio e che i dati anagrafici siano correttamente compilati. Se il template Bio manca, inseriscilo tu stesso o, in alternativa, metti l'avviso {{tmp\|Bio}} che ne segnala la mancanza. Se i dati riportati sono sbagliati, correggi direttamente la voce biografica; le modifiche saranno visibili in questa lista entro pochi giorni. Per chiarimenti vedi il progetto antroponimi. La lista contiene solo le 54 persone che sono citate nell'enciclopedia e per le quali è stato implementato correttamente il template Bio. Pagina aggiornata al 22 lug 2025. |

Questa è una lista di persone presenti nell'enciclopedia che hanno il nome Giovanni e sono giornalisti.

## A(6)
- Giovanni Battista Alessandri, giornalista, prefetto e politico italiano (Lanciano, n. 1904 - Viareggio, † 1969)
- Giovanni Alice, pubblicista, giornalista e politico italiano (Salussola, n. 1879 - Torino, † 1937)
- Giovanni Battista Angioletti, giornalista e scrittore italiano (Milano, n. 1896 - Santa Maria la Bruna, † 1961)
- Giovanni Ansaldo, giornalista e scrittore italiano (Genova, n. 1895 - Napoli, † 1969)
- Giovanni Anversa, giornalista, conduttore televisivo e autore televisivo italiano (Viadana, n. 1958)
- Giovanni Artieri, giornalista, saggista e politico italiano (Napoli, n. 1904 - Santa Marinella, † 1995)

## B(6)
- Giovanni Bagaini, giornalista italiano (Varese, n. 1865 - Varese, † 1940)
- Giovanni Maria Bellu, giornalista, scrittore e editore italiano (Cagliari, n. 1957)
- Giovanni Bianconi, giornalista e saggista italiano (Roma, n. 1960)
- Giovanni Bocco, giornalista e scrittore italiano (Caracas, n. 1956)
- Giovanni Pascutto, giornalista e scrittore italiano (Pordenone, n. 1948)
- Giovanni Bruno, giornalista e conduttore televisivo italiano (Napoli, n. 1956)

## C(8)
- Giovanni Cairo, pubblicista, scrittore e tipografo italiano (Codogno, n. 1866 - Milano, † 1925)
- Giovanni Canestrini, giornalista, storico e arbitro di calcio italiano (Catania, n. 1893 - Milano, † 1975)
- Giovanni Capodivacca, giornalista, commediografo e critico teatrale italiano (Cervarese Santa Croce, n. 1884 - Milano, † 1934)
- Giovanni Caprara, giornalista italiano (Verona, n. 1948)
- Giovanni Cenzato, giornalista, scrittore e commediografo italiano (Milano, n. 1885 - Santa Margherita Ligure, † 1974)
- Giovanni Cesareo, giornalista, scrittore e critico televisivo italiano (Palermo, n. 1926 - Premeno, † 2015)
- Giovanni Vincenzo Cima, giornalista italiano (Verzuolo, n. 1893 - Torino, † 1968)
- Giovanni Battista Cuneo, giornalista, politico e patriota italiano (Oneglia, n. 1809 - Firenze, † 1875)

## D(7)
- Giovanni Dall'Orto, giornalista, storico e attivista italiano (Milano, n. 1958)
- Giovanni Pellegrino Dandi, giornalista, editore e presbitero italiano (Forlì, n. 1664)
- Giovanni De Castro, giornalista, scrittore e drammaturgo italiano (Padova, n. 1837 - Bellagio, † 1897)
- Giovanni De Mauro, giornalista italiano (Roma, n. 1965)
- Stanis Ruinas, giornalista e scrittore italiano (Usini, n. 1899 - Roma, † 1984)
- Giovanni di Lorenzo, giornalista italiano (Stoccolma, n. 1959)
- Giovanni Di Pillo, giornalista e telecronista sportivo italiano (Viareggio, n. 1955 - Firenze, † 2022)

## F(3)
- Giovanni Fasanella, giornalista e saggista italiano (San Fele, n. 1954)
- Giovanni Floris, giornalista, scrittore e saggista italiano (Roma, n. 1967)
- Giovanni Forti, giornalista italiano (n. 1954 - Roma, † 1992)

## G(4)
- Giovanni Germanetto, giornalista, scrittore e sindacalista italiano (Torino, n. 1885 - Mosca, † 1959)
- Giovanni Battista Lanzani, giornalista italiano (Bagnolo Mella, n. 1936 - Brescia, † 2013)
- Giovanni Giovannini, giornalista, scrittore e editore italiano (Bibbiena, n. 1920 - Torino, † 2008)
- Giovanni Grasso, giornalista, scrittore e autore televisivo italiano (Roma, n. 1962)

## L(3)
- Gianni Letta, giornalista e politico italiano (Avezzano, n. 1935)
- Giovanni Maria Longinotti, giornalista, politico e antifascista italiano (Remedello, n. 1876 - Ronciglione, † 1944)
- Giovanni Lugaresi, giornalista e saggista italiano (Ravenna, n. 1941)

## M(7)
- Giovanni Manzolini, giornalista e politico italiano (Napoli, n. 1940)
- Giovanni Masotti, giornalista italiano (Roma, n. 1951)
- Gianni Merlo, giornalista italiano (Vigevano, n. 1947)
- Giovanni Minoli, giornalista, autore televisivo e conduttore televisivo italiano (Torino, n. 1945)
- Giovanni Mosca, giornalista, umorista e illustratore italiano (Roma, n. 1908 - Milano, † 1983)
- Giovanni Mottola, giornalista e politico italiano (Milano, n. 1946)
- Gianni Mura, giornalista e scrittore italiano (Milano, n. 1945 - Senigallia, † 2020)

## N(2)
- Giovanni Nardi, giornalista italiano (Pisa, n. 1939)
- Giampaolo Nuvoli, giornalista e politico italiano (Ardara, n. 1952 - Sassari, † 2011)

## P(1)
- Giovanni Pieraccini, giornalista e politico italiano (Viareggio, n. 1918 - Viareggio, † 2017)

## R(3)
- Gianni Riotta, giornalista, scrittore e conduttore televisivo italiano (Palermo, n. 1954)
- Giovanni Ruggeri, giornalista e scrittore italiano (Spalato, n. 1928 - Milano, † 2006)
- Giovanni Russo, giornalista, scrittore e commediografo italiano (Salerno, n. 1925 - Roma, † 2017)

## S(3)
- Giovanni Scaramuzzino, giornalista italiano (Reggio Calabria, n. 1967)
- Giovanni Scognamillo, giornalista, scrittore e attore turco (Istanbul, n. 1929 - Istanbul, † 2016)
- Giovanni Spampinato, giornalista italiano (Ragusa, n. 1946 - Ragusa, † 1972)

## V(1)
- Giovanni Valentini, giornalista e scrittore italiano (Bari, n. 1948)